# Гончаровка (Львовская область)
Гончаровка (укр. Гончарівка) — село в Золочевской городской общине Золочевского района Львовской области Украины.
Население по переписи 2001 года составляло 1006 человек. Занимает площадь 1,646 км². Почтовый индекс — 80715. Телефонный код — 3265.

## История
Основано в 1488 году. Ранее село называлось Белзец. В послевоенное временя было переименовано в Гончаровку — в честь летчика Гончарова, который в годы войны погиб недалеко от деревни.
Существует несколько версий, почему село называлось Белзец:
- Название произошло по фамилии бывшего владельца села Бельзецкого.
- Название происходит от города Белз с уменьшительным суф. -ец . Старожилы села говорят, что когда-то давно часть жителей Бэлза основала здесь новое большое поселение, которое и назвали Белзец. Территория села входила в своё время в состав Белзского княжества (XII—XIII вв.).

В 1946 г. Указом ПВС УССР село Белзец переименовано в Гончаровку.

## Персоналии
- Левицкий, Владимир Лукич (1856—1938) — украинский юрист, общественный деятель, издатель, литературовед.